# Tour de San Luis
O Tour de San Luis é uma competição ciclística profissional de estrada por etapas disputada anualmente durante o mês de janeiro na província de San Luis, Argentina.
Na América Latina, é a competição de categoria mais alta (2.1), sendo superada entre as provas do UCI America Tour somente pelas corridas de categoria .HC disputadas nos Estados Unidos. De todas as corridas ciclísticas internacionais que já foram disputadas na Argentina, é a única a alcançar tal categoria.
No calendário de provas internacionais da UCI, faz parte do UCI America Tour, sendo uma das três provas argentinas a serem incluídos neste, junto com o Giro del Sol San Juan (somente incluído em 2009) e a Vuelta Cíclística de la Provincia de Buenos Aires (corrida que nunca chegou a ser disputada).
Criada em 2007, as duas primeiras edições do evento foram classificadas como 2.2, a menor classificação do America Tour, e contaram com 5 etapas ,uma delas de contra-relógio, e um prólogo. Em 2009, o evento foi promovido à categoria 2.1, e outras duas etapas de estrada foram adicionadas, com o prólogo sendo eliminado da rota e o único contra-relógio mantido. Normalmente conta com etapas de montanha, algumas com chegada ao alto, como as chegadas em Mirador del Potrero e Mirador del Sol.

## Vencedores
| Ano  | Vencedor        | Segundo lugar      | Terceiro lugar    |
| ---- | --------------- | ------------------ | ----------------- |
| 2007 | Jorge Giacinti  | Fernando Antogna   | Francisco Mancebo |
| 2008 | Martín Garrido  | Gerardo Fernandez  | Jorge Giacinti    |
| 2009 | Alfredo Lucero  | Jorge Giacinti     | José Serpa        |
| 2010 | Vincenzo Nibali | José Serpa         | Rafael Valls      |
| 2011 | Marco Arriagada | José Serpa         | Josué Moyano      |
| 2012 | Levi Leipheimer | Daniel Díaz        | Stefan Schumacher |
| 2013 | Daniel Díaz     | Tejay Van Garderen | Alex Diniz        |
| 2014 | Nairo Quintana  | Phillip Gaimon     | Sergio Godoy      |
| 2015 | Daniel Díaz     | Rodolfo Torres     | Nairo Quintana    |
| 2016 | Dayer Quintana  | Eduardo Sepúlveda  | Nairo Quintana    |